# Pär Ericsson
Pär Ericsson (* 21. Juli 1988 in Karlstad) ist ein schwedischer Fußballspieler. Der Stürmer, der in seiner bisherigen Karriere in Schweden und Belgien aktiv war, debütierte 2009 in der Allsvenskan.

## Werdegang
Ericsson entstammt der Jugend des vormaligen Zweitligisten Deje IK. 2004 wechselte er in den Nachwuchsbereich des Carlstad United BK, für den er später in der drittklassigen Division 1 im Erwachsenenbereich debütierte. Schnell machte das Nachwuchstalent höherklassig auf sich aufmerksam. Von verschiedenen Klubs umworben entschied er sich im Juli 2008 zu einem Wechsel zum Jahresbeginn 2009 zu GAIS in die Allsvenskan. Da sein Vertrag zum Jahresende auslief und der Verein sich durch einen Verkauf im Sommer eine über die Ausbildungsentschädigung hinausgehende Ablösesumme erhofft hatte, wurde er daraufhin vom Spielbetrieb suspendiert. Daraufhin traten die Trainer aus Protest zurück. Wenige Tage später wechselte er schließlich bis zum Saisonende auf Leihbasis zum im Abstiegskampf befindlichen Degerfors IF in die zweitklassige Superettan. Bis zum Saisonende lief er in 15 Saisonspielen für den neuen Klub auf, trotz seiner sechs Saisontore verpasste der Klub den Klassenerhalt.
In der Vorbereitung auf die Spielzeit 2009 eroberte sich Ericsson bei seinem neuen Arbeitgeber GAIS einen Stammplatz. Bei seinem Erstligadebüt anlässlich eines 5:1-Erfolgs im Lokalderby gegen Örgryte IS zählte er direkt zu den Torschützen. Unter Trainer Alexander Axén bestritt er alle 30 Saisonspiele, mit Ausnahme von zwei Spielen stand er dabei jeweils in der Startformation, und traf im Saisonverlauf sechsmal. Damit spielte er sich auch in die schwedische U-21-Landesauswahl. Nach nur einer Spielzeit wechselte er innerhalb der Liga den Klub und schloss sich dem Lokalrivalen IFK Göteborg an. Bei seinem neuen Klub unterschrieb er einen Kontrakt mit vier Jahren Laufzeit, ein Anteil der Ablösesumme erhielten seine beiden Jugendklubs als zusätzliche Ausbildungsentschädigung. Bei seinem neuen Klub konnte er sich jedoch nicht entscheidend durchsetzen – 13 Spiele in seiner ersten Saison, vier Spiele in der ersten Hälfte seiner zweiten Saison. Daraufhin verlieh ihn der Verein in der zweiten Hälfte der Spielzeit 2011 an den Ligakonkurrenten Mjällby AIF. Bis zum Saisonende standen für ihn vier Tore in elf Spielen zu Buche. Angesichts der Konkurrenzsituation in der Offensive bei IFK Göteborg um Tobias Hysén, Robin Söder, Hannes Stiller, Stefan Selakovic und Daniel Sobralense vereinbarten die Vereine Mitte Februar 2012 auch für die anschließende Spielzeit ein Leihgeschäft, das sich bis zum Ende der Spielzeit 2012 erstreckt und vom Hauptsponsor des Klubs finanziert wird. Mit 13 Saisontoren platzierte er sich einerseits im vorderen Bereich der Torschützenliste und war andererseits Garant für den Klassenerhalt. Dennoch blieb er ein weiteres Jahr an den Klub verliehen, für den er abermals mit acht Saisontoren zu den besten vereinsinternen Torschützen gehörte.
Anfang 2014 schloss sich Ericsson dem belgischen Klub RAEC Mons an, bei dem er einen bis Saisonende gültigen Vertrag mit Option auf Verlängerung um eine Spielzeit abschloss. Hier kam er jedoch nicht über die Rolle eines Ergänzungsspielers hinaus, lediglich in vier seiner sieben Saisoneinsätze stand er in der Startelf und blieb dabei ohne Torerfolg. Kurz nach Saisonende verständigte er sich mit Kalmar FF auf eine Rückkehr nach Schweden und unterzeichnete einen bis Ende 2016 gültigen Vertrag. Jedoch blieb auch hier sein Aufenthalt ohne Erfolg, in der verbleibenden Phase der Spielzeit 2014 kam er zwar zu 15 Spieleinsätzen, davon aber sieben als Einwechselspieler. In der ersten Hälfte der folgenden Spielzeit bestritt er insgesamt nur acht Erstligaspiele. Daraufhin verlieh ihn der Klub ab Ende Juli 2015 an den Ligakonkurrenten Örebro SK. Nach 13 Spieleinsätzen bis zum Saisonende beendete er die Saison mit dem Klub auf dem neunten Tabellenplatz.
Nachdem Ericsson noch ein Spiel als Einwechselspieler in der ersten Hälfte der Spielzeit 2016 für Kalmar FF bestritten hatte, lösten Spieler und Verein im Juni den Vertrag auf. Im Anschluss war er kurzzeitig ohne Verein, Ende Juli nahm ihn der Erstligist Jönköpings Södra IF bis Ende 2018 unter Vertrag. Anschließend spielte er für Kongsvinger in Norwegen, für Karlstad und zuletzt den Zweitligisten Deje IK.